# Macroptilium sabaraense
Macroptilium sabaraense là một loài thực vật có hoa trong họ Đậu. Loài này được (Hoehne) G.P.Lewis miêu tả khoa học đầu tiên.